# 1409 en santé et médecine
| Années de la santé et de la médecine : 1406 - 1407 - 1408 - 1409 - 1410 - 1411 - 1412    |
| Décennies de la santé et de la médecine : 1370 - 1380 - 1390 - 1400 - 1410 - 1420 - 1430 |

Cet article présente les faits marquants de l'année 1409 en santé et médecine.

## Événements
- 8 mai : début de la construction, à Valence en Espagne, par le père Gilabert Jofré (en) (1350-1417), de la casa dels Ignocens (« maison des innocents »), « premier hôpital psychiatrique du monde[1] », qui est à l'une des origines de l'actuel hôpital général universitaire (es)[2].

- Fondation par Louis II, comte de Provence, de l'université d'Aix[3], dont la faculté de médecine, officiellement fondée en 1413, ne fonctionnera cependant qu'à partir de 1557[4].
- Fondation de l'université de Leipzig dont la faculté de médecine s'ouvre en 1415[5].
- Un rapport, dressé à la demande de conseillers du parlement de Paris par Jacques Saquespée, médecin, et par Jehan de Troyes et Gilet Desoubzlefour, chirurgiens jurés du roi, établit l'état de « faiblesse » et de « mélancolie » d'un homme emprisonné à la grange Saint-Éloi[6].
- À la demande des consuls d'Aigues-Mortes, le roi Charles VI abroge l'exemption du péage de la tour Carbonnière dont les médecins ont profité jusqu'alors avec les habitants du lieu, les officiers du roi, les membres de la noblesse et les gens d'Église[7].

## Naissance
- 1er janvier : Giovanni Antonio da Faye (it)[8] (mort en 1470), apothicaire toscan, auteur d'une autobiographie et d'une chronique qui ont fait l'objet de plusieurs études historiques ou linguistiques, depuis leur publication en 1904 et 1874[9].

## Décès
- Pierre de La Gelade (né à une date inconnue), médecin de la ville de Riom en Auvergne[10].

## Personnalités
- 1408-1409 : fl. Barthélemy[11] et Nicolas de Sales[10], respectivement médecin et barbier à Marseille, examinateurs des personnes suspectes de lèpre.
- 1409-1410 : fl. Simon Karoli, reçu bachelier à la faculté de médecine de Paris[12].